# New Yorks Ulykkelige
New Yorks Ulykkelige er en amerikansk stumfilm fra 1915 af Raoul Walsh.

## Medvirkende
- Rockliffe Fellowes som Owen.
- Anna Q. Nilsson som Marie Deering.
- William Sheer som Skinny.
- Carl Harbaugh som Ames.
- James A. Marcus som Jim Conway.